# 직례 지진
직례 지진(直隷地震)은 1290년(지원 27년) 9월 27일 원나라 중서성(직례 지역) 현 닝청현 지역에서 발생한 지진이다. 지진의 진앙은 현대 행정구역 기준 중국 내몽골 자치구 지역이다. 지진의 규모는 표면파 규모 기준 Ms6.8, 최대진도는 수정 메르칼리 진도 계급 기준 IX에 달한다. 사망자수는 추산에 따라 다르나 최저 7,270명에서 많게는 《원사》의 기록에서 10만명에 달한다.

## 피해
문헌 기록에서는 지진으로 닝청 지역에서 창고 480곳과 수많은 주택이 파괴되었다고 기록되어 있다. 그 외 현 창핑구, 허젠시, 런추시, 슝현, 바오딩시, 이현, 바이샹현 등이 지진 피해를 입었다. 또한 지진으로 이현의 펑궈사도 큰 피해를 입었다.

## 같이 보기
- 중국의 지진 목록